# 小宛
小宛，西域國名，據《漢書》記載，小宛國離西漢首都長安七千二百一十里，也就是在今天新疆維吾爾自治區且末縣，首都是扜零城，東與婼羌接壤，人口約有一千多人，兵力二百。

## 延伸阅读
[在维基数据编辑]
 《欽定古今圖書集成·方輿彙編·邊裔典·小宛部》，出自陈梦雷《古今圖書集成》